# North Carolina FC
Der North Carolina FC ist ein US-amerikanisches Fußball-Franchise der USL Championship in Cary, North Carolina. Das Franchise wurde 2006 gegründet und gehört dem US-amerikanischen Unternehmer Steve Malik. Bis Dezember 2016 trug die Mannschaft den Namen Carolina RailHawks.
Von 2011 bis 2017 spielte die Mannschaft in der North American Soccer League.

## Geschichte
Am 26. Januar 2006 wurde in einer Pressekonferenz bekanntgegeben, dass die Stadt Cary den Zuschlag für ein Team in der USL First Division erhält. Während des USL All-Star Games am 19. Juli 2006 wurde der offizielle Name des Teams bekannt gegeben, der mittels eines Wettbewerbs gesucht und gefunden wurde. Der RailHawk ist ein fiktiver Greifvogel, der die Kraft und Geschwindigkeit einer Lokomotive mit der aggressiven Natur eines Habichts verbindet. Vorgeschlagen wurde der Name von W. Jarrett Campbell, der als Preis zwei Tickets auf Lebenszeit erhielt.
Am 11. Oktober 2006 übernahm der ehemalige Fußballspieler Scott Schweitzer das Amt des Trainers. Am 6. März 2007 wurden Partnerschaften mit der Next Level Academy (NLA) und der Capital Area Soccer League (CASL) geschlossen, um eine professionelle Jugendarbeit in North Carolina zu etablieren. Die Jugendmannschaften spielen unter dem Namen CASL RailHawks in Super Y-League (Altersstufe 13 bis 16 Jahre). Die bisherige Mannschaft Raleigh Elite, die in der USL Premier Development League spielte, erhielt den neuen Namen Cary RailHawks U23's. Außerdem wurden in der Super-20 League zwei neue Mannschaften (Männer und Frauen) etabliert.
In ihrer ersten Saison erreichte die Mannschaft in der Regular Season den 8. Platz und damit das letzte Ticket in die Play-offs. Dort verloren sie aber im Viertelfinale gegen den späteren Sieger Seattle Sounders. Das erste Spiel wurde am 21. April 2007 gegen Minnesota Thunder ausgetragen. Es endete 1:1 und Kupono Low erzielte das erste Tor für die RailHawks.
Im November 2009 gab der Verein bekannt, die USL First Division verlassen zu wollen und an der Neugründung der North American Soccer League mitzuwirken. Aufgrund eines Rechtsstreits zwischen USL und NASL wurde als Kompromiss von der United States Soccer Federation zur Saison 2010 die USSF Division 2 Professional League eingeführt. Carolina spielt hier in der NASL Conference. Nachdem die Mannschaft den ersten Platz in der Conference Tabelle erreicht hatte, zog sie in die Play-offs ein. Dort unterlagen sie im Finale dem Puerto Rico Islanders FC.
Seit 2011 spielen das Franchise in der NASL.
Am 6. Dezember 2016 veröffentlichte das Franchise Pläne für den Einstieg in die Major League Soccer (MLS). Es wird auch der Bau eines Stadions mit 24.000 Plätzen geplant. Im Zuge dessen wurden die Carolina RailHawks in North Carolina FC umbenannt.
Am 16. November 2017 gab der North Carolina FC bekannt, ab der Saison 2018 in der United Soccer League zu spielen.
Zur Saison 2021 trat das Franchise der USL League One bei.

## Stadion
- WakeMed Soccer Park; Cary (seit 2007)

Die Heimspiele werden in dem 2002 eröffneten WakeMed Soccer Park ausgetragen. Damals hieß das Fußball-Stadion noch SAS Soccer Park. Es ist ausgelegt für 10.000 Zuschauer.

## Jugend und Entwicklung

### North Carolina FC U23
Mit der North Carolina FC U23 haben die RailHawks ein Entwicklungsteam in der USL League Two.
Die Mannschaft entstand aus der 2002 gegründeten Raleigh Elite und der Partnerschaft mit der Next Level Academy. Bis 2006 spielte man unter dem Namen Raleigh CASL Elite in der USL PDL. 2007 nannte sich die Mannschaft Carolina RailHawks U23s, von 2008 bis 2010 Cary Clarets.
Von 2011 bis 2013 spielten die Carolina RailHawks U23s in der Region III U-23's Championship der USASA. Von 2014 bis 2016 spielte man unter dem Namen Carolina RailHawks U23s  in der National Premier League. Seit der Saison 2017 ist die Mannschaft als North Carolina FC U23 in der Premier Development League vertreten.

### North Carolina FC Youth
Die North Carolina FC Youth soccer entstand aus der ehemaligen Capital-Area-Soccer-League-Academy und ist über eine Partnerschaft mit dem North Carolina FC verbunden. Hier werden alle Aktivitäten im Jugendbereich gebündelt. Es gibt Mannschaften von U5 bis U19. Die höheren Altersstufen spielen in der Ligen Capital Area Soccer League.

## Statistiken

### Saisonbilanz
| Saison | Stufe | Liga                                | Regular Season                  | Play-offs          | Lamar Hunt U.S. Open Cup | CONCACAF Champions League |
| ------ | ----- | ----------------------------------- | ------------------------------- | ------------------ | ------------------------ | ------------------------- |
| 2007   | 2     | USL First Division                  | 8. Platz                        | Viertelfinale      | Halbfinale               | nicht qualifiziert        |
| 2008   | 2     | USL First Division                  | 8. Platz                        | nicht qualifiziert | 3. Runde                 | nicht qualifiziert        |
| 2009   | 2     | USL First Division                  | 2. Platz                        | Viertelfinale      | 2. Runde                 | nicht qualifiziert        |
| 2010   | 2     | USSF Division 2 Professional League | 1. Platz (NASL)                 | Finale             | 2. Runde                 | nicht qualifiziert        |
| 2011   | 2     | North American Soccer League        | 1. Platz                        | Halbfinale         | nicht qualifiziert       | nicht qualifiziert        |
| 2012   | 2     | North American Soccer League        | 4. Platz                        | Halbfinale         | 4. Runde                 | nicht qualifiziert        |
| 2013   | 2     | North American Soccer League        | Spring: 2. Platz Fall: 2. Platz | nicht qualifiziert | Viertelfinale            | nicht qualifiziert        |
| 2013   | 2     | North American Soccer League        | Spring: 4. Platz Fall: 5. Platz | nicht qualifiziert | Viertelfinale            | nicht qualifiziert        |

1. ↑  Seit 2008 beginnt der Wettbewerb jeweils im Herbst des vorherigen Jahres. Vorher unter dem Namen CONCACAF Champions' Cup.